# La última cima
La última cima es un documental español del año 2010, dirigido por el director español Juan Manuel Cotelo. Está basada en la vida de Pablo Domínguez Prieto, sacerdote madrileño, decano de la Facultad de Teología de San Dámaso, fallecido en febrero de 2009 con 42 años en un accidente al descender la cima del Moncayo, la única de más de 2000 metros que le quedaba por conquistar en España.
Se estrenó el 3 de junio de 2010 en tan sólo dos salas de toda España. Recaudó 3.862,5€ en cada sala y un total de 7.725€. Fue la película con más recaudación por copia en España ese día. En su cuarta semana de exhibición entró como la sexta película más taquillera en España, a pesar de contar con tan sólo 64 copias, compitiendo con grandes producciones de Hollywood con entre 223 y 393 copias.
En menos de una semana desde el estreno, y por petición popular, se preparó su proyección en más de 50 salas españolas, cifra que no dejó de ir en aumento durante las semanas siguientes.
Ante estos resultados, la cinta se consagró como uno de los documentales españoles más vistos en la historia de nuestro país, aunque su difusión mundial fue superada tres años después por el documental "Tierra de María", de los mismos productores.
El éxito en las salas de esta película fue precedido por un insólito éxito en internet. En las tres semanas previas al estreno se registraron más de 200.000 descargas de los tráileres desde la web. Desde 30 países se manifestó interés a través de la sección de sugerencias del sitio oficial.

«Es una película por “aclamación popular”. Cuantas más personas la pidan, habrá más salas
que la proyecten en toda España».

Para eso la productora había habilitado la página www.laultimacima.com, donde se pueden visualizar los primeros cinco minutos del filme y solicitar el estreno en cualquier ciudad española. En poco más de un mes se produjeron cerca de un millón de descargas del tráiler desde el sitio oficial. El gran éxito en taquilla hizo que fuese catalogada como el sleeper (película con éxito en taquilla con escasa promoción) del 2010. Fue galardonada en los premios del Círculo de Escritores Cinematográficos como el mejor documental, y recibió el premio "¡Bravo!" de la Conferencia Episcopal Española.

## Sinopsis
Pablo Domínguez Prieto, sacerdote español de alegría desbordante y gran afición al montañismo, sabía que iba a morir joven y deseaba hacerlo en la montaña. Entregó su vida a Dios... y Dios aceptó la oferta. A los 42 años fallece tras intentar salvar la caída de su acompañante. Pablo era conocido y querido por un número incalculable de personas, que han dejado constancia de ello después de su muerte. "La última cima" muestra la huella profunda que puede dejar un buen sacerdote, en las personas con las que se cruza.
Juan Manuel Cotelo, director de la película, comenta al inicio de ésta:

No tenía ningún interés en conocer a ese cura… pero le conocí. Y a los doce días, se murió. Me podía haber olvidado de él para siempre… pero me picó la curiosidad… y luego he querido contarlo. Ya me lo decía mi madre: "yo no sé, hijo mío, qué ganas tienes de meterte en líos."

## Recepción

### Crítica
Susana Parra del diario 20 Minutos escribe que es la única película capaz de hacer al espectador reír, emocionarse y pensar en múltiples ocasiones. Por su parte en la web Decine21 lo califica como un film memorable el cual reivindica que la muerte no es el final.

### Audiencias desde el estreno
En su segunda semana consiguió colocarse en el puesto número 15 de las películas más taquilleras, consiguiendo recaudar más de 100.000 euros, un 283% más que en su semana de estreno, con lo que fue vista por unos 26 000 espectadores.
El lunes 14 de junio de 2010 recaudó 15.975 euros, con más 2.700 espectadores, ocupando entre el puesto sexto y séptimo de la taquilla de dicho día. El martes consiguió recaudar un 20,5% más que el anterior día con 19.225 euros y unos 3.300 espectadores. El miércoles recaudó un 75% más que el lunes con más de 28.000 euros y más de 5.500 espectadores, ocupando el puesto número 5 de la taquilla de dicho día.
A las tres semanas de su estreno en cines fue vista por más de 60.000 personas, consiguió colocarse en el puesto 15 de las películas más taquilleras en cartelera y se consagró como uno de los documentales españoles más vistos en la historia de España.
En su cuarta semana de exhibición, entró como la sexta película más taquillera en España, vista por cerca de 70.000 personas. Las cinco posiciones anteriores, las ocuparon filmes que contaban con entre 223 y 393 copias como son los casos de The Blind Side y El Príncipe de Persia respectivamente. Este documental, sin embargo, contaba en su cuarta semana con tan sólo 64 copias.
Según Rentrak, cerca de mes y medio después el estreno fue vista por más de 112.000 espectadores, logrando una recaudación acumulada de más de 673.000 euros. En su séptima semana todavía se encontraba dentro del Top 20 de películas más taquilleras en España. Estuvo en taquilla seis meses, recaudando 800.000 euros frente a 20.000 euros de presupuesto en producción, y 2.000 en promoción.
Dado el éxito cosechado, la productora ha recibido peticiones formales de más de 40 países, como Estados Unidos, Taiwán, Japón o numerosos países de Iberoamérica, entre otros, para poder emitir el documental. La película se ha estrenado en muchos de ellos: Estados Unidos, Italia, Polonia, Panamá, Costa Rica, México, Ecuador, Argentina, Chile, Guatemala, Honduras, Nicaragua... y aún sigue estrenándose en salas de cine, 10 años después de su primer estreno. En 2020 se estrena en Austria, Alemania y Suiza. También fue adquirida por la plataforma mundial NETFLIX.
El secreto de "La última cima", según su director, “es la alegría, esperanza y optimismo que transmite la película. El público está deseando salir de una sala de cine con las pilas cargadas para enfrentarse al pesimismo y a la tristeza. Es una oleada de ilusión, con los pies en la tierra y el corazón en el Cielo”.

### Premios
66.ª edición de las Medallas del Círculo de Escritores Cinematográficos
| Categoría        | Resultado |
| ---------------- | --------- |
| Mejor documental | Ganadora  |

Otros premios
La película recibió también el premio al Documental de Mayor Impacto Social del Festival Internacional de Cine Social de Castilla-La Mancha y el premio Bravo 2010 que otorga la Conferencia Episcopal Española.

## Explotación posterior
El DVD del documental se puso a la venta en España a inicios del mes de diciembre de 2010, teniendo también un gran éxito en ventas. Su estreno en España en televisión se produjo el 24 de abril de 2011 por el canal 13tv, también se hizo una tertulia acerca de ella con el director de película, algunos amigos del sacerdote y algunos religiosos. La emisión obtuvo una audiencia de 1 millón de espectadores.